# Domenico Remps
Domenico Remps (1620 – 1699) è stato un pittore fiammingo. Dipinse Lo Scarabattolo il più noto trompe-d’oeil durante il barocco.

## Biografia

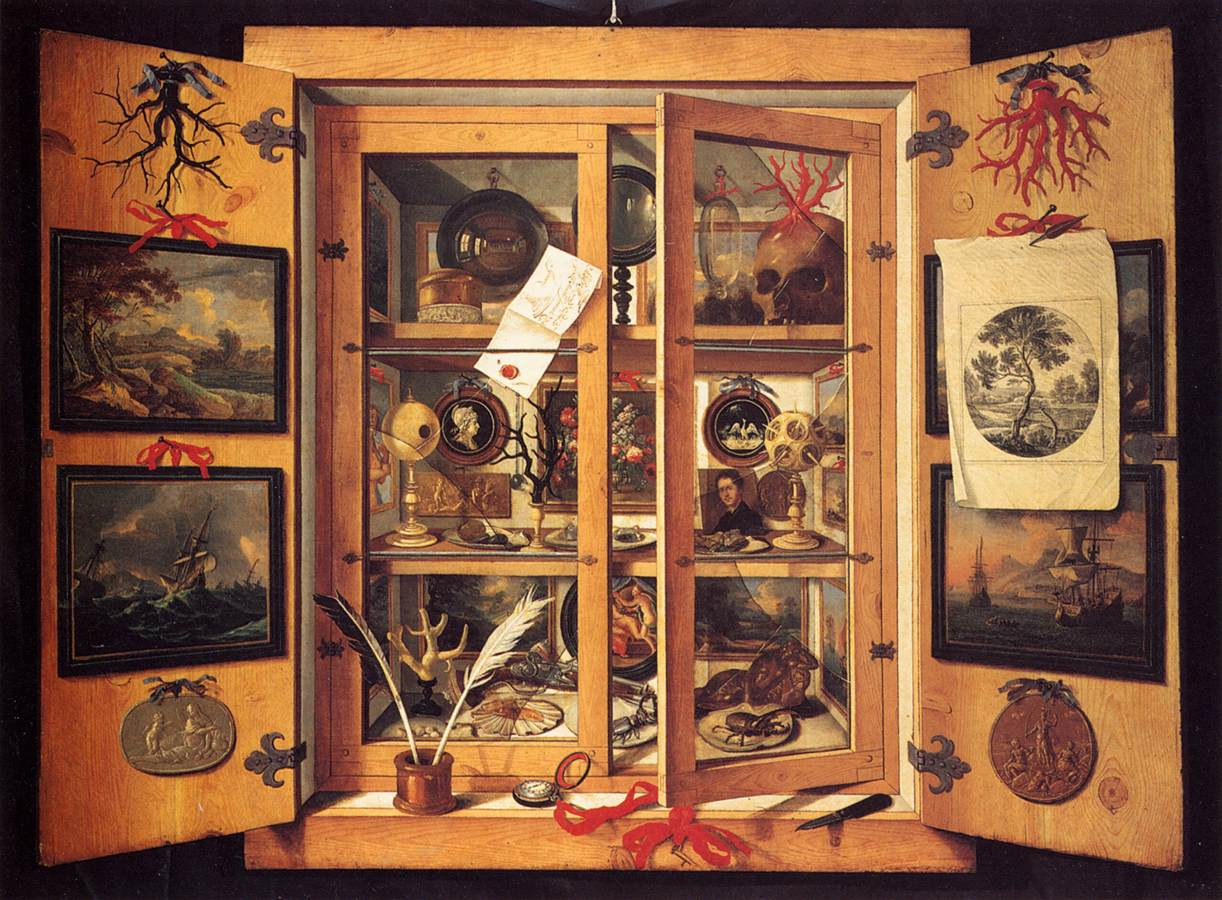
Lo Scarabattolo di Domenico Remps (1690) conservato presso Opificio delle pietre dure

Domenico Remps fu un  pittore di nature morte e si specializzò nella realizzazione di trompe-d'oeil.
Fu attivo nella seconda metà del XVII secolo principalmente nella città di Venezia.

## Opere
- Lo Scarabattolo, 100 x 135 cm, olio su tela, 1690[7]